# Ратомский, Владимир Никитич
Владимир Никитич Рато́мский (1891 — 1965) — русский и советский актёр театра и кино. Народный артист РСФСР (1951). Лауреат двух Сталинских премий (1950, 1952).

## Биография

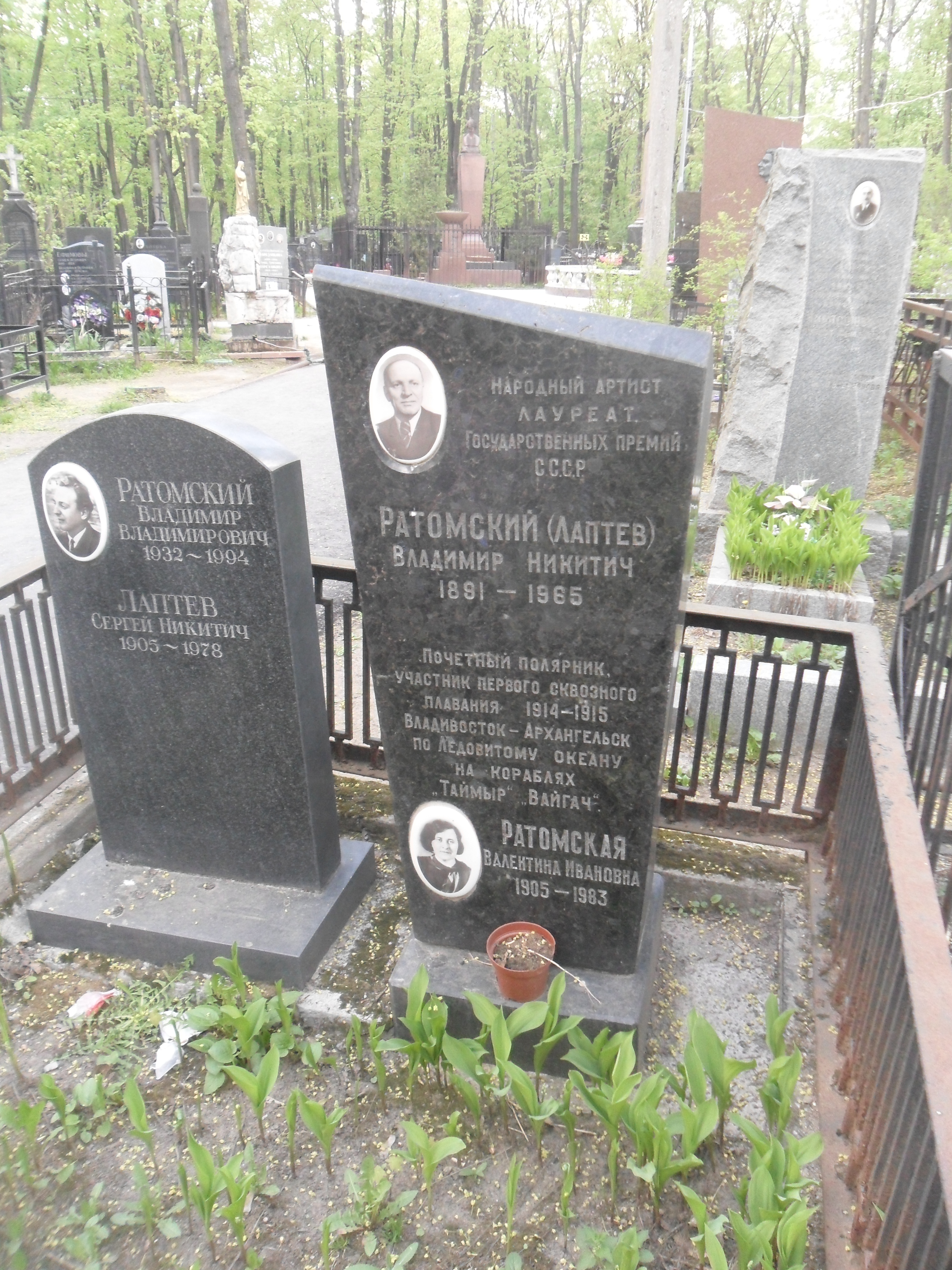
Могила Ратомского на Введенском кладбище Москвы.

Родился 11 (23 июля) 1891 года в Барнауле (ныне — Алтайский край). Участник первого сквозного плавания 1914—1915 годов Владивосток—Архангельск по Северному Ледовитому океану на ледокольных кораблях «Таймыр» и «Вайгач». Почётный полярник.
Прежде чем ступить на профессиональную сцену, Владимир Ратомский участвовал в любительских спектаклях. С 1918 года — актёр театров Архангельска, Новороссийска, Иркутска, Тулы, Красноярска, Свердловска и других городов. В 1937—1962 годах — актёр ЦТКА.
В кино с 1950 года. Также принимал участие в озвучивании мультфильмов.
Умер 21 мая 1965 года. Похоронен на Введенском (Немецком) кладбище (участок № 19).

## Творчество

### Роли в театре

#### Центральный театр Советской Армии
- 1937 — «Волки и овцы» А. Н. Островского — Чугунов
- 1944 — «Сталинградцы» Ю. П. Чепурина —
- 1947 — «Доходное место» А. Н. Островского — Юсов
- 1949 — «Степь широкая» Н. Г. Винникова — Шалтунов
- 1957 — «Поднятая целина» М. А. Шолохова — дед Щукарь
- 1958 — «Светлый май» Л. Г. Зорина. Постановка Д. В. Тункеля —
- 1960 — «Лявониха на орбите» А. Макаенка — дед Максим
- «Любовь Яровая» К. А. Тренёва — Пикалов

## Фильмография

### Роли в кино
- 1950 — Кавалер Золотой Звезды — Стефан Петрович Рагулин
- 1951 — Незабываемый 1919 год — Потапов
- 1954 — Верные друзья — пожилой матрос на барже (в титрах В. Ротомский)
- 1954 — Надежда — Дубровин
- 1955 — Земля и люди — Терентий Петрович
- 1956 — Это начиналось так… — начальник милиции
- 1956 — Дело № 306 — Иван Егорович, домоуправ
- 1957 — Дело было в Пенькове — Иван Саввич, председатель колхоза, отец Ларисы
- 1957 — Рассказы о Ленине — ефрейтор
- 1958 — У тихой пристани — Николай Северьянович Колючкин
- 1959 — Колыбельная — архивариус Дёмушкин
- 1962 — Конец света — дед Пафнутий
- 1963 — Родная кровь — Дровосекин, хозяин квартиры
- 1964 — Рогатый бастион — Максим
- 1965 — Авария — Иван Ермолаевич Дроздов, хозяин дома, где квартировал прокурор

### Озвучивание мультфильмов
- 1951 — Лесные путешественники — белка-сосед
- 1953 — Непослушный котёнок — заяц
- 1954 — В лесной чаще — барсук-папа (в титрах не указан)
- 1958 — Старик и журавль — старик (в титрах не указан)
- 1958 — Тайна далёкого острова — дедушка Дума (в титрах не указан)[источник не указан 332 дня]
- 1959 — Приключения Буратино — говорящий сверчок (в титрах не указан)
- 1960 — Машенька и медведь — дедушка
- 1960 — Конец чёрной топи — водяной
- 1962 — Сказка про чужие краски — читает текст

## Признание и награды
- Сталинская премия второй степени (1950) — за исполнение роли Шалтунова в спектакле «Степь широкая» Н. Г. Винникова[1]
- Сталинская премия первой степени (1952) — за исполнение роли Рагулина в фильме «Кавалер Золотой Звезды» (1950)[2]
- народный артист РСФСР (1951)